# Festa da Senhora da Pena
Die Festa da Senhora da Pena (auch Romaria de Nossa Senhora da Pena, Wallfahrt Unserer lieben Frau von der Strafe) ist ein Fest mit einer Prozession zur Marienverehrung im nordportugiesischen Distrikt Vila Real. Erstmals wurde es in Dokumenten des Jahres 1752 registriert. Es wird um den 8. September, der katholische Feiertag Mariä Geburt, begangen.

## Verlauf
Das Fest und die Prozession beginnt immer am zweiten Sonntag im September am Schrein der Senhora da Pena, der sich in der Pfarrei Mouçós bei Vila Real befindet. Die Feierlichkeiten finden jedes Jahr in einem anderen Dorf der Pfarrei Mouçós statt, insgesamt elf der zwanzig Dörfer der Pfarrei richten dabei abwechselnd das Fest aus. Dazu zählen:
- Magarelos, Sanguinhedo, Abobeleira,
- Jorjais, Lage, Varge, Alvites,
- Sequeiros, Cigarrosa, Pena de Amigo und Lagares.

## Durchführung
Am Freitag findet eine Lichterprozession statt. Der Samstag ist geprägt von Pferderennen, Viehmarkt und sportlichen Veranstaltungen.
Hauptattraktion des Festes sind dann am Sonntag die biblischen Figuren, die während der Prozession zum Teil von mehr als 100 Männern getragen werden. Die größte Figur ist ungefähr 23 Meter hoch. Die Prozession wird mit hunderten von biblischen Figuren durchgeführt, dabei werden diese Figuren in einem Umkreis von rund einem Kilometer um den Schrein getragen. Das Fest dauert vier Tage, jeden Tag um Mitternacht findet ein Feuerwerk statt. Den Abschluss bildet am Montag die Verbrüderung der Gemeinden untereinander.